# Ckm wz. 25
A ckm wz. 25 Hotchkiss (sigla militar para "metralhadora pesada modelo 1925, Hotchkiss") foi uma derivada polonesa da metralhadora Hotchkiss M1914, com câmara para munição 7,92×57mm Mauser.

## Projeto
Esta modificação polonesa da Hotchkiss Mle.1914 foi projetada no final de 1924 e rapidamente colocada em serviço no Exército Polonês. Pelo menos 1.249 unidades foram compradas na França e, posteriormente, utilizadas no Exército Polonês a partir de 1926.
No entanto, não foi um projeto bem-sucedido. Devido à maior velocidade de uma munição mais potente, o cano esquentava rapidamente, o que causava desgaste excessivo e, consequentemente, deterioração da precisão. A ckm wz. 25 tinha tendência a emperrar, e danos em algumas peças eram mais frequentes do que no modelo anterior, a wz. 14, sendo o percussor especialmente suscetível. Como resultado, a wz. 25 foi retirada do serviço de infantaria e relegada ao Corpo de Defesa da Fronteira e às unidades de artilharia. Algumas armas foram posteriormente modificadas na década de 1930 e utilizadas como metralhadora principal em carros blindados poloneses. A alimentação era fornecida por uma tira metálica padrão de 30 cartuchos.
Algumas ckm wz. 25 foram capturadas pela Wehrmacht durante a invasão da Polônia em 1939 e colocadas em serviço na Alemanha como 7,9 mm sMG 238(p).